# Kulikowo (sieło w obwodzie omskim)
Kulikowo (ros. Куликово) – wieś (sieło) w Rosji, w obwodzie omskim, w rejonie kałaczińskim. W 2010 liczyła 1244 mieszkańców.